# Mekerra
 (novembre 2015).
Si vous disposez d'ouvrages ou d'articles de référence ou si vous connaissez des sites web de qualité traitant du thème abordé ici, merci de compléter l'article en donnant les références utiles à sa vérifiabilité et en les liant à la section « Notes et références ».
La Mekerra est une rivière d'Algérie. Elle coule du sud vers le nord et traverse les villes de Sidi Bel Abbès et Sig. Il s'agit d'un nom local de l'ancien fleuve Sig.

## Géographie
Le Sig, au cours d'environ 240 km, prend sa source dans les hauts plateaux au sud des monts de Daïa. Le fleuve autrefois rempli en toute saison coule vers le nord en traversant successivement : 
- El Haçaiba, l'ancienne Magenta,
- Moulay Slissen,
- Sidi Ali Benyoub, l'ancienne Chanzy renommée pour ses sources thermales,
- Boukhanefis,
- Tabia,
- Sidi Khaled,
- Sidi Lhassen,
- Sidi Bel Abbès où il porte le nom de Mekerra,
- Sidi Brahim
- Sidi Hamadouche
- Wad Sig, l'ancienne « Saint-Denis-du-Sig », où un lac de barrage de quatre kilomètres de long apportait la prospérité.

Le fleuve se perd dans les marais de la Macta avant de rejoindre la mer à proximité du point de jonction des wilayas d'Oran, Mascara  et Mostaganem.